# 카라다으
《카라다으》(튀르키예어: Karadayı)는 터키의 텔레비전 드라마이다.